# Stop Online Piracy Act
La Stop Online Piracy Act '(«Ley para el cese de la piratería en internet») también conocida como Ley SOPA o Ley H.R. 3261; fue un proyecto de ley presentado en la Cámara de Representantes de los Estados Unidos el 26 de octubre de 2011 por el Representante Lamar S. Smith que tiene como finalidad expandir las capacidades de la ley estadounidense para combatir el tráfico de contenidos con derechos de autor y bienes falsificados a través de Internet.
Las previsiones del proyecto incluyen la solicitud de una orden judicial para bloquear la publicidad y las redes de pago que proveen las ganancias del sitio infractor y el bloqueo de los resultados que conducen al sitio a través de los motores de búsqueda. Incluye además la posibilidad de conseguir una orden judicial para que los proveedores de Internet bloqueen el acceso al sitio infractor. La ley podría extender las existentes leyes penales, incluyendo al streaming de material con derechos como actitud que puede ser penalizada; e imponiendo una pena de hasta cinco años en prisión.
Quienes proponen la ley aducen que protegería al mercado de la propiedad intelectual y su correspondiente industria, empleos y beneficios, y que es necesaria para fortalecer las actuales leyes, haciéndolas más fuertes, ya que las actuales leyes presentan fallas por ejemplo al cubrir situaciones donde los sitios infractores se encuentran fuera de territorio estadounidense.
Los opositores afirman que la legislación propuesta amenaza la libertad de expresión, la inversión y las innovaciones en Internet, ya que capacita a la justicia a bloquear el acceso a un dominio completo por una infracción única en una única página web. Algunos opositores han demostrado preocupación creciente en cuanto a que la ley podría anular la protección de "puerto seguro" que actualmente ofrece la Digital Millennium Copyright Act para los sitios que ofrecen contenidos generados por los usuarios. Las asociaciones de bibliotecas han expresado preocupación con respecto a que el énfasis impuesto por la ley sobre los derechos de autor podría exponer a las bibliotecas a una persecución legal. Finalmente un último grupo de opositores considera que el requerimiento a que los motores de búsqueda eliminen a los dominios infractores podría llevar a una carrera armamentística de censura de alcance global, y que viola la Primera Enmienda a la Constitución de los Estados Unidos.
El 18 de enero de 2012, se coordinó una medida de protesta en la cual participaron la versión de Wikipedia en inglés, la red social Reddit y cerca de 7000 sitios web, las cuales consistieron de un apagón informático, la visualización de imágenes con censura y enlaces a páginas que describían las leyes SOPA y PIPA con las posibles consecuencias que podrían originar en caso de ser aprobadas. Se organizaron además otras medidas como la distribución de información de contacto para comunicarse con miembros de ambas cámaras del Congreso norteamericano, la firma de peticiones (entre las que destaca la de Google que afirma haber obtenido 7 millones de firmas), boicots a empresas que apoyaban la promulgación de estas leyes y la organización de protestas en varias ciudades al nivel nacional. Se estima que más de 160 millones de personas pudieron visualizar el aviso publicado en Wikipedia durante el apagón.
En respuesta a estas acciones de protesta, la RIAA se pronunció con lo siguiente: «Es algo peligroso y preocupante cuando las plataformas que sirven como puertas de acceso a la información intencionalmente alteran los hechos para incitar a sus usuarios armándolos con esa desinformación…» y «es muy difícil de contrarrestar la desinformación cuando los difusores son también los propietarios de la plataforma de difusión».
Un grupo de legisladores opositores a la ley han propuesto un proyecto alternativo llamado Online Protection and Enforcement of Digital Trade Act (OPEN) (Ley de Protección en Línea y Refuerzo del Comercio Digital).
El 20 de enero de 2012, el presidente del Comité Judicial de la Cámara, Lamar Smith, pospuso los planes de elaboración del proyecto, diciendo «El comité mantiene el compromiso de encontrar una solución al problema de la piratería online que proteja la propiedad intelectual e innovación estadounidense… El Comité Judicial de la Cámara pospondrá a consideración la legislación hasta conseguir un mayor acuerdo en la solución».
Ninguno de estos proyectos de ley debe ser confundido con el Anti-Counterfeiting Trade Agreement (ACTA), que es un tratado comercial plurilateral —entre varios países— de adhesión optativa, pues aunque aparentemente apuntan a los mismos objetivos, son diferentes desde el punto de vista conceptual, legal y operativo.

## Información general
El proyecto 3261, también conocido como H.R. 3261, es un proyecto de ley introducido en la Cámara de Representantes de los Estados Unidos el día 26 de octubre de 2011, por el Presidente del Comité Judicial de la Cámara, el Representante tejano Lamar S. Smith del Partido Republicano. El proyecto inicial fue sustentado además por un grupo compuesto inicialmente por 12 copatrocinadores de ambos partidos. Al momento de ser presentado el proyecto de ley se encontraba estructurado en forma similar al Acta de protección de propiedad intelectual, un proyecto de ley presentado ante el Senado en el año 2008, conocido en inglés como PROTECT IP y por su acrónimo PIPA.
El proyecto de ley original permitía que los propietarios de derechos de autor pudieran solicitar como una medida agresiva con órdenes judiciales contra sitios web acusados de permitir o facilitar la infracción de los derechos de autoría; aún encontrándose estos sitios alojados en servidores fuera de la jurisdicción de los Estados Unidos. Adicionalmente, si la solicitud era hecha por el Departamento de Justicia, podía incluir una orden judicial para impedir la financiación del sitio web infractor bloqueando su acceso a las redes de publicidad, a los facilitadores de pago en línea e impidiendo a los motores de búsqueda que enlazaran con el sitio infractor.
El proyecto de ley establecía un proceso de dos etapas para aquellos propietarios de derechos intelectuales que requiriesen una compensación al verse perjudicados por el sitio infractor. El propietario de los derechos debería primero enviar una notificación por escrito a las empresas facilitadoras de pago y a las redes de publicidad en línea, informando la identidad del sitio infractor. Estos últimos a su vez deberían enviar una notificación al sitio infractor y suspender los servicios prestados; esto a menos que el sitio infractor entregue a su vez una contranotificación explicando los motivos por los cuales considera que no se encuentra en infracción. En esta situación el titular de los derechos podía demandar una medida cautelar de alcance limitado contra el operador del sitio, ya sea porque el operador del sitio hubiese entregado la contranotificación o porque los servicios de pago o anuncios en línea no fueron capaces de suspender los servicios prestados en ausencia de tal contranotificación.
La segunda sección del proyecto trata sobre la penalización del streaming de video y la venta de medicamentos falsificados. El proyecto incrementa las penas y extiende las ofensas a los derechos de autor incluyendo al streaming no autorizado de contenidos y otras ofensas a los derechos de propiedad intelectual. Penalizando al streaming de contenidos no autorizados con hasta cinco años de prisión por diez infracciones en un plazo de seis meses.
El proyecto de ley otorga inmunidad a las redes de publicidad y facilitadores de pago que se atengan a su cumplimiento, o que tomen medidas voluntarias para cortar vínculos con tales sitios. Cualquier titular de derechos de propiedad intelectual, que, sin fundamento y a sabiendas acusara a un sitio web por infracción, sería responsable de los daños ocasionados.
Entre los promotores de la ley se encuentran la Motion Picture Association of America (MPAA), la Recording Industry Association of America, laboratorios farmacéuticos tales como Pfizer, negocios de medios audiovisuales y la Cámara de Comercio de los Estados Unidos. Quienes promueven la ley afirman que protege el mercado de la propiedad intelectual y su correspondiente industria, empleos e ingresos, y que es necesaria para reforzar la aplicación de las leyes de derechos de autor, en particular contra los sitios web extranjeros. Citando ejemplos como el del acuerdo judicial de 500 millones de dólares al que llegó Google con el Departamento de Justicia por su papel en una campaña publicitaria dirigida a los ciudadanos estadounidenses que alentaba a los consumidores a comprar drogas de prescripción ilegal en farmacias en línea de Canadá.
Los opositores argumentan que la ley infringe los derechos de la Primera Enmienda, que es censura en Internet, que lisiará a Internet, y será una amenaza para la denuncia de irregularidades y otras muestras de libertad de expresión.
En octubre del año 2011, el representante Bob Goodlatte, miembro del Comité Judicial de la Cámara de Representantes y presidente del Subcomité de Propiedad Intelectual, Competencia, y la Internet; dijo en una entrevista ante el periódico The Hill que SOPA representa una versión reescrita del proyecto PROTECT IP presentado ante el senado, en la cual se abordan algunas de las preocupaciones de la industria tecnológica. Señalando que, en la versión de la Cámara, los titulares de derechos de autor no podrán demandar directamente a los intermediarios, para bloquear a los sitios web infractores ya que en su lugar requiere de la aprobación de la corte antes de tomar medidas frente a terceros. mientras que la versión en el senado PROTECT IP, no lo requiere.

## Objetivo

### Protección de los ingresos de los creadores de contenidos
El Representante Bob Goodlatte sentenció «La Propiedad Intelectual es uno de los principales elementos de creación de empleo, y una de nuestras principales ventajas competitivas en el mercado global, sin embargo los inventores, autores y empresarios americanos han sido obligados a observar impotentes como su trabajo es robado por infractores extranjeros, que están fuera del alcance de las leyes actuales de los Estados Unidos. Esta legislación actualizará las leyes para garantizar que los incentivos económicos que nuestros Padres Fundadores consagraron en la Constitución hace más de 220 años —para alentar nuevas obras literarias, investigaciones, productos y servicios— sigan siendo efectivas en el mercado global del siglo XXI, lo que contribuirá a la creación de más empleos en América».
Los propietarios de estos derechos ven a los intermediarios -las empresas que hospedan, enlazan, y se dedican al comercio electrónico basado en estos contenidos- como los únicos asequibles para ser acusados.
El Representante John Conyers, patrocinador del proyecto dijo: «Millones de puestos de trabajo americanos penden en la balanza, y nuestros esfuerzos por proteger la propiedad intelectual de América son críticos para el éxito de nuestra economía a largo plazo». El representante tejano Lamar Smith añadió: «El Acta SOPA, ayudará a detener el flujo de beneficios hacia estos pícaros sitios web, y asegurará que las ganancias provenientes de las innovaciones americanas vayan a los innovadores americanos».
Los representantes de la MPAA que testificaron ante el comité dijeron que la industria del cine y películas sostiene a dos millones de puestos de trabajo y a 95 000 pequeñas empresas.

### Protección contra medicamentos falsificados
John Clark, portavoz de Pfizer, testificó ante la audiencia del comité que los pacientes no siempre son capaces de distinguir a aquellos sitios hábilmente forjados utilizados para vender medicamentos con nombres similares o simplemente falsificados.
RxRighths, un grupo de defensa al consumidor, emitió un comunicado diciendo que Clark cometió un error «Al no reconocer que hay farmacias internacionales en Canadá y en otros lugares que dan a conocer dónde se encuentran, requieren de una receta médica válida y venden medicamentos perfectamente seguros, de marca reconocida, producidos por los mismos fabricantes líderes de medicamentos que venden en Estados Unidos». Anteriormente había dicho que SOPA «falla al distinguir entre farmacias genuinas y falsificadas» y que «lo único que hace es impedir que los pacientes de Estados Unidos puedan ordenar sus medicamentos a farmacias online de Canadá».
El representante patrocinador de la ley, Lamar Smith, acusó a Google de obstruir el proyecto, citando el acuerdo por 500 millones de dólares al que llegó la empresa de Internet con el Departamento de Justicia en relación con los cargos que se le imputaban por facilitar anuncios de farmacias canadienses, que conducían a «importaciones ilegales de medicamentos que deberían venderse bajo prescripción».
El envío de medicamentos con receta desde farmacias extranjeras a clientes en los Estados Unidos, por lo general viola la Ley Federal de Alimentos Drogas y Cosméticos y la Ley de Sustancias Controladas.

## Argumentos en contra

### Amenaza a la libertad de expresión en Internet
De acuerdo a la Electronic Frontier Foundation (Fundación frontera electrónica), la utilización de servidores proxy que permitan saltar las restricciones impuestas por servidores locales dedicados a censurar contenidos, tales como los que se utilizaron en la Primavera Árabe, también pueden ser utilizados para acceder a contenidos con derechos de autor, y por lo tanto, pueden ser declarados ilegales por la ley.
En el blog Techland blog de la revista Time, Jerry Brito escribió «Imagínense qué sucedería si el Reino Unido creara una lista negra de diarios estadounidenses a los cuales la justicia encontrara “violando la privacidad de algunas celebridades”, o qué sucedería si Francia bloqueara a sitios estadounidenses que creyera que contienen discursos de odio». De manera similar, el Centro para la Democracia y la Tecnología advirtió: «Si SOPA y la Ley de PROTECT IP se promulgasen, el gobierno de Estados Unidos debe estar preparado para que otros gobiernos del mundo sigan su ejemplo, dictando leyes al servicio de las políticas sociales que ellos crean importantes, ya sea restringiendo discursos basados en el odio, los insultos a funcionarios públicos, o la disidencia política».
Paul Almeida, miembro de la AFL-CIO (American Federation of Labor and Congress of Industrial Organizations, en español Federación americana de trabajo y consejo de organizaciones industriales), argumentó en favor de la ley SOPA, declararando que la libertad de expresión no era una consideración relevante, ya que «la Primera Enmienda no brinda protección contra el robo de mercancías de los camiones».

### Impacto negativo en sitios web que alojan contenidos de usuario
La periodista Rebecca MacKinnon argumentó en una editorial de opinión que el hacer responsable a las empresas prestadoras de un servicio de los actos de los usuarios podría tener un efecto disuasivo negativo en sitios construidos por los usuarios tales como YouTube. «La intención puede no ser la misma que la del Gran Cortafuegos Chino —un sistema nacional ampliamente distribuido de censura web— pero el efecto práctico podría ser muy similar», aclaró.
La EFF habría advertido que todo parece indicar que Etsy, Flickr y Vimeo deberían cerrar si el proyecto se convierte en ley. Según los críticos de la ley, el proyecto de ley prohibiría obtener enlaces a los sitios considerados como delictivos, ni siquiera por medio de motores de búsqueda, o por medio de servicios tales como Twitter.
Christian Dawson, Director de Operaciones de la empresa de hospedaje web ServInt localizada en el estado de Virginia, predice que esta legislación conducirá a que muchas empresas de computación en nube y servicios de hospedaje web se trasladen a territorios fuera de los Estados Unidos, para evitar las demandas.
Por el contrario, Michael O'Leary de la MPAA declaró ante la audiencia del Comité Judicial del 16 de noviembre, que los efectos comerciales de la ley serían mínimos, ya que al menos 16 países han bloqueado a sitios web, e Internet sigue funcionando en esos países.Dinamarca, Finlandia, Irlanda e Italia han bloqueado a The Pirate Bay y luego de que los tribunales se pronunciaron a favor de los litigios instaurados por la industria de la música y de la industria cinematográfica, una coalición de compañías de cine y disqueras ha amenazado con demandar a British Telecom si no hace lo mismo. Maria Pallante de la Oficina De Derechos de Copyright de Estados Unidos, dijo que el Congreso ya había actualizado la ley de propiedad intelectual antes (Copyright Act of 1976), y que aun así «el sistema de derechos de autor de Estados Unidos en última instancia fracasará». Al solicitarle una explicación sobre esta declaración añadió que «actualmente los Estados Unidos carecen de jurisdicción sobre sitios web que se encuentran en otros países».

### Debilitamiento de las protecciones de «puerto seguro» para sitios web
La Ley Digital Millennium Copyright Act (DMCA), aprobada en 1998, incluye una previsión, conocida como En línea Copyright Infringement Liability Limitation Act (Ley de Limitación de la Responsabilidad por Infracción de Derechos de Autor Online), que provee un marco de «puerto seguro» para los sitios web que albergan contenido de usuario. Bajo esta disposición, los titulares de derechos que consideren que ese sitio web de alojamiento de contenidos se encuentra infringiendo sus derechos, se encuentran obligados a presentar una notificación ante el sitio web para solicitar que el material infractor sea retirado, y se le da al sitio web una cierta cantidad de tiempo para que pueda eliminar dicho material. SOPA anularía esta disposición de «puerto seguro», al permitir que los jueces puedan bloquear inmediatamente el acceso a cualquier sitio web encontrado culpable de albergar material protegido por copyright.
De acuerdo a algunos críticos del proyecto de ley tales como el Centro para la Democracia y la Tecnología y la EFF, la palabra redactada en el proyecto es lo suficientemente ambigua como para que una simple queja impuesta sobre un sitio web mayor, pudiera causar el bloqueo del mismo, dejando en manos del sitio la carga de demostrar su inocencia para poder ser desbloqueado El foco de gran parte de la crítica se centra en una de las declaraciones del proyecto de ley que indica que cualquier sitio web podría ser bloqueado si «se encuentra tomando, o ha tomado acciones deliberadas para evitar que se confirme que el sitio dirigido al público estadounidense lleva a cabo actos que constituyen una violación». Según la lectura de los críticos del proyecto esto significa que un sitio web que no vigile activamente su contenido en busca de violaciones a los derechos de autor, sino que en cambio espera a que otros lo notifiquen de tales violaciones, puede ser encontrado culpable en virtud de la ley.
El profesor en leyes Jason Mazzone escribió: «El daño tampoco alcanzaría al propietario del sitio web, a menos que el demandante pueda probar que el sitio demandado malentiende la ley “a sabiendas”, una prueba legal muy difícil de cumplir. El propietario del sitio puede emitir una contranotificación para restablecer el procesamiento de pagos y la publicidad, pero los servicios no están obligados a cumplir con la contranotificación».
Goodlatte dijo: «Estamos abiertos a trabajar en conjunto con ellos para acotar [las previsiones del proyecto], pero personalmente creo que es poco realista el pensar que vamos a seguir confiando en la DMCA y su artículo de notificación y supresión. Se espera que cualquiera que se encuentra involucrado en la prestación de servicios de Internet haga algunas cosas. Pero estamos muy abiertos a ajustar el lenguaje para asegurar que no se impongan cargas extraordinarias a las empresas legítimas, siempre y cuando no sean estas las principales proveedoras [de contenidos pirateados]».
Michael O'Leary de la MPAA remitió un testimonio escrito en favor del proyecto de ley en el que expresa su apoyo a las actuales previsiones de la DMCA. «Cuando estos sitios son legítimos y hacen esfuerzos de buena fe para responder a nuestras peticiones, este modelo trabaja con distintos grados de eficacia» habría escrito O'Leary. «no siempre trabaja con rapidez, y no es perfecto, pero funciona».

### Amenazas generales para los negocios relacionados con la web
Un análisis aparecido en la revista tecnológica eWeek sentenció, «El lenguaje de SOPA es tan amplio, las reglas consignadas se encuentran tan desconectadas de la realidad de Internet, y las penalidades se encuentran tan desconectadas de los crímenes alegados, que este proyecto de ley podría efectivamente matar el comercio electrónico, y hasta la normal utilización de Internet. El proyecto de ley además posee graves implicaciones para las leyes existentes en Estados Unidos, para las leyes extranjeras y para las leyes internacionales, y es seguro que desperdiciará décadas en batallas legales en las cortes».
Art Bordsky del grupo de defensa al consumidor Public Knowledge argumentó de manera similar diciendo que «Las definiciones escritas en el proyecto de ley son tan amplias que cualquier consumidor de Estados Unidos que utilice un sitio web localizado en el extranjero, de inmediato da a la jurisdicción de los Estados Unidos el poder de tomar posibles medidas para combatirlo. [Al sito web]».
En octubre de 2011, la EFF caratuló al proyecto como una «masiva máquina asesina destinada a matar la regulación de Internet», y añadió «Esta ley no se puede arreglar, se debe exterminar».
Gary Shapiro, Director Ejecutivo de la Consumer Electronics Association (Asociación de Consumidores Electrónicos) dijo que «El proyecto de ley intenta llevar a cabo una reestructuración radical de las leyes que gobiernan Internet», y que «daría al traste con el “puerto seguro” legal que ha permitido que la industria de Internet, líder en el mundo, floreciera en la última década. Expondría a los legítimos hombres de negocios e innovadores de América a toda la responsabilidad legal, plena y abierta. El resultado sería más demandas judiciales, disminución de inversiones de capital de riesgo, y menos empleos».
Lukas Biewald, fundador de CrowdFlower, sentenció que «Tendrá un efecto asfixiante sobre el capital de riesgo… Nadie querrá invertir a causa de la responsabilidad legal».
En un estudio de noviembre de 2011, llevado a cabo por empresa de consultoría Booz & Company y financiado por Google, se puede leer por ejemplo que la mayoría de los 200 capitalistas de riesgo e inversores providenciales entrevistados dejarían de financiar a las empresas intermediarias de medios digitales si el proyecto se convirtiera en ley. más del 80 % dijo además que preferirían invertir en un país con una economía débil y riesgosa con las leyes actuales, antes que en una economía fuerte con la ley propuesta en vigencia. Pero si se suprimieran las ambigüedades legales y las previsiones de buena fe se colocaran en el lugar que corresponde, las inversiones podrían incrementarse aproximadamente en un 115 %.

### Amenaza para los usuarios que suben contenidos
Lateef Mtima, director del Institute for Intellectual Property and Social Justice (Instituto para la Propiedad Intelectual y la Justicia Social) de la Escuela de Leyes de la Universidad Howard, expresó su preocupación porque los usuarios que suben contenidos protegidos por derechos de autor a sitios como YouTube podrían ser hallados penalmente responsables. Dijo, «Tal vez, el más peligroso ribete del proyecto sea la forma en que la conducta penalizada se encuentra tan pobremente definida. Aunque a primera vista parece que el proyecto de ley intenta distinguir entre la conducta que tiene una finalidad comercial y la que no la tiene, supuestamente para penalizar a la primera y permitir la segunda; en realidad no solo falla en cumplir con esto, sino que además, debido a su falta de definiciones concretas, potencialmente tipifica como delito a una conducta que actualmente se encuentra permitida por la ley».
Un asesor del promotor de la ley Lamar Smith dijo: «Este proyecto de ley no convierte en un delincuente a aquella persona que postea un video en YouTube de sus hijos cantando una canción con copyright. Este proyecto de ley se encuentra específicamente dirigido a sitios web dedicados a actividades ilegales o infractores. Sitios con contenido de usuario tales como YouTube, Facebook y Twitter no tienen nada que temer con respecto a esta legislación».

### Amenaza para las redes internas
Según un documento por emitido por el Center for Democracy and Technology (Centro para la Democracia y la Tecnología), el proyecto «hace blanco en todo un sitio web, aunque sólo una pequeña parte de lo hospedado o enlazado sea contenido infractor».
A.M. Reilly de la revista Industry Leaders Magazine dice que de acuerdo a la legislación de SOPA, «la culpabilidad por la distribución de material protegido se extiende a aquellos que facilitan la publicación inicial de dicho material. Algunas compañías hacen uso de redes privadas virtuales para crear una red que aparente ser interna pero que de hecho se extiende a lo largo de varias oficinas y domicilios de empleados; si cualquiera de esas localizaciones distribuidas comparte material con derecho de autor, puede provocar que toda la red virtual y la compañía que la soporta se encuentren en riesgo de violación».
Respondiendo a una crítica similar en una editorial de la CNET, el directivo de la RIAA Cary Sherman escribió: «De hecho, es exactamente lo contrario. Haciendo foco exclusivamente en los sitios, en vez de en todo el dominio, la acción se puede dirigir únicamente al subdominio o a la dirección IP con actitud ilegal en lugar de tomar acciones contra el dominio en su totalidad».

### Amenaza para el software de código abierto
La EFF ha expresado su preocupación en lo concerniente a que los proyectos de software de código abierto que pudieran ser encontrados facilitando a la piratería en línea podrían ser cerrados bajo la legislación de SOPA. De especial consideración es lo que ocurre con Firefox, el navegador web creado por el grupo defensor del software de código abierto Mozilla, Este navegador posee un plug-in llamado MAFIAAFire Redirector que redirige a los usuarios a la nueva ubicación de aquellos dominios que fueron incautados por el gobierno de Estados Unidos. En mayo del 2011, Mozilla rechazó un requerimiento del Departamento de Seguridad Nacional de los Estados Unidos en el cual se instaba al grupo a retirar MAFIAAFire de su sitio web. El grupo Mozilla habría respondido con una pregunta: «¿Algún tribunal ha determinado que el plug-in MAFIAAFire es de alguna forma ilegal?».

### Resulta ineficaz para combatir la piratería
Edward J. Black, presidente y Director Ejecutivo de la Computer & Communication Industry Association escribió en el Huffington Post que «Irónicamente, hay poco que podamos hacer para detener a los actuales sitios web dedicados a la piratería, los cuales simplemente reaparecen un par de horas después con un nombre diferente, y si se conoce públicamente su dirección numérica, incluso antes. Cualquiera que posea, o conozca esa dirección web numérica, es capaz de alcanzar el sitio web infractor, saltándose los controles».
Una nota editorial en el periódico San Jose Mercury-News decía, «Imagínese los recursos necesarios para analizar cada una de las millones de ofertas de Google y Facebook cada día en busca de piratas que, si son encontrados, simplemente se mudan a otro sitio en prácticamente nada».

### Inspección profunda de paquetes e invasión de la privacidad
De acuerdo a Markham Erickson, director de NetCoalition, grupo opositor a SOPA; la sección del proyecto de ley que permite a los jueces ordenarle a los Proveedores de servicios de Internet que bloqueen el acceso para sus clientes localizados en Estados Unidos al sitio infractor, también permitiría la inspección de las direcciones IP de sus clientes, un método conocido como bloqueo por IP. Erickson ha expresado su preocupación con respecto a que tal orden podría exigir a los proveedores a participar en una «inspección profunda de paquetes», que consiste en analizar todo el contenido que se transmite desde y hacia el usuario, lo cual puede plantear nuevos problemas de seguridad.

### Impacto negativo sobre los DNS, DNSSEC y sobre la seguridad de Internet
Toda máquina conectada a Internet posee una dirección numérica, llamada dirección IP. Cuando se comunican entre sí, dos o más máquinas conectadas a internet lo hacen enviándose paquetes de información con estas direcciones numéricas especificando el destino. Sin embargo, para los seres humanos resulta muy difícil memorizar y trabajar con estos números. Para solventar este problema se creó el Sistema de Nombres de Dominio (DNS). Muchas veces comparados con una guía telefónica, los servidores DNS guardan tablas en las que se asocia un determinado nombre de dominio con un determinado número IP, cuando un usuario solicita una dirección de tipo www.dominio.ext detrás hay un servidor DNS trabajando que le informa a su navegador cuál es el número IP que corresponde a ese nombre, permitiéndole hacer la conexión. El proyecto de ley requiere que estos servidores dejen de remitir los números IP correspondientes al nombre de los sitios infractores.
Andrew Lee, Director Ejecutivo de ESET Norteamérica, ha expresado sus preocupaciones en lo referente a que el proyecto de ley requiere que los proveedores de servicios de Internet filtren las solicitudes DNS para acceder a esos sitios, perjudicando de esa manera todo el sistema DNS.
La representante californiana Zoe Lofgren, cuyo distrito incluye parte de Silicon Valley ha llamado al proyecto de ley «El final de Internet como la conocemos».
Según David Ulevith, director de la organización OpenDNS con sede en San Francisco, la aprobación de la ley SOPA podría causar que los ciudadanos estadounidenses optaran por cambiar de servidores DNS, por otros localizados en otros países que ofrecieran enlaces encriptados, y podría causar que los proveedores estadounidenses tales como el propio OpenDNS, tuvieran que trasladarse a otras locaciones tales como las Islas Caimán.
En noviembre de 2011 se lanzó un nuevo dominio de nivel superior anónimo con la extensión .bit por fuera del control de la ICANN, en respuesta a lo que se percibe como una amenaza en relación con el proyecto SOPA. Sin embargo su efectividad (como la de todas las direcciones DNS alternativas) sigue siendo desconocida.

#### Seguridad en Internet
En un libro blanco escrito por varios expertos en seguridad de Internet, entre los que se incluyen Steve Crocker y Dan Kaminsky, puede leerse, «Desde un punto de vista operativo, una falla en la resolución de un nombre causada por un servidor de nombres sujeto a un interdicto judicial y una falla causada por un servidor de nombres hackeado; son indistinguibles. Los usuarios que ejecutan aplicaciones seguras tienen la necesidad de distinguir entre fallas causadas por la aplicación de determinadas políticas y los fracasos causados, por ejemplo, por la presencia de un ataque o una red hostil, además los ataques de downgrade probablemente serían mucho más prolíficos».

#### DNSSEC
Han aparecido muchas preocupaciones en relación con que la ley SOPA pudiera dañar la utilidad de las Extensiones de Seguridad del Sistema de Nombres de Dominio (DNSSEC), una serie de protocolos desarrollados por la Internet Engineering Task Force (IETF) para aumentar la seguridad de las comunicaciones por Internet. En un libro blanco emitido por la Brookings Institution (una organización no gubernamental sin fines de lucro centrada en las políticas públicas) puede leerse que: «El sistema DNS está basado en la confianza», añadiendo que «el sistema DNSSEC fue desarrollado para prevenir redireccionamientos maliciosos del tráfico DNS», y que «cualquier otra forma de redireccionamiento destruiría las garantías de esta herramienta de seguridad».
El 14 de noviembre de 2011 los Laboratorios Sandia, una agencia de investigación del Departamento de Energía de los Estados Unidos, emitieron un documento de asesoría técnica en relación con las disposiciones discutidas en la Cámara de Representantes y en el Senado, como respuesta a una solicitud de la Representante Lofgren. El documento declara, en relación con ambos proyectos de ley (la ley SOPA y la ley PROTECT IP), que «el filtrado de DNS es poco probable que resulte eficaz, tendría un impacto negativo sobre la seguridad de Internet, y podría retrasar la plena aplicación del DNSSEC».
El 18 de noviembre de 2011, Dan Lungren, miembro del subcomité de ciberseguridad de la Cámara de Representantes, dijo que tenía «graves preocupaciones» con respecto al impacto que tendría la ley SOPA sobre el protocolo DNSSEC, añadiendo que, «no tenemos suficiente información, y si realmente presenta serios problemas, como ha sido sugerido por algunos de los expertos que han estado en contacto conmigo, tendremos que abordarlos».

### Falta de transparencia en la aplicación
El profesor Jason Mazzone de la Brooklyn Law School advirtió que «lo que sucederá bajo SOPA ocurrirá fuera de la vista del público y sin posibilidad de que la responsabilidad recaiga sobre alguien. Porque cuando la ley de derechos de autor es ejecutada por privados, es muy difícil que el público sepa cómo se ha aplicado la ley y aún más difícil discutir su aplicación».

### No comparte cultura
No permite la ramificación de la cultura en las personas. Se obligan a obedecer a la compra de lo que «proponga» la compañía discográfica, sin opciones.

## Promotores

### Legisladores
La ley SOPA fue introducida por Lamar Smith, representante republicano por el estado de Texas [R-TX] y fue inicialmente co-promovida por los Representantes Howard Berman (Demócrata por el estado de California [D-CA]), Marsha Blackburn (Republicana por el estado de Tennessee [R-TN]), Mary Bono Mack (Republicana, California [R-CA]), Steve Chabot (Republicano, Ohio [R-OH]), John Conyers (Demócrata, Míchigan [D-MI]), Ted Deutch (Demócrata, Florida [D-FL]), Elton Gallegly (Republicano, California [R-CA]), Bob Goodlatte (Republicano, Virginia [R-VA]), Timothy Griffin (Republicano, Arkansas [R-AR]), Dennis A. Ross (Republicano, Florida [R-FL]), Adam Schiff (Demócrata, California [D-CA]) y Lee Terry (Republicano, Nebraska [R-NE]). Al día 17 de diciembre de 2011, contaba con 31 promotores.

### Compañías y organizaciones
La legislación cuenta con amplio apoyo de las organizaciones que se basan en los derechos de autor, incluyendo a la Motion Picture Association of America; la Recording Industry Association of America; la editorial Macmillan Publishers; Viacom; y otras varias compañías de la televisión por cable, cine, e industria de la música. Entre los promotores también se cuentan varias compañías que dependen de marcas registradas, tales como Nike, L'Oréal, y la Acushnet Company.
Tanto la AFL-CIO como la Cámara de Comercio de los Estados Unidos apoyan al proyecto H.R. 3261, y muchas industrias también han alabado públicamente la legislación.
En junio de 2011, Mike McCurry, exsecretario de prensa de Bill Clinton y el exconsejero de George W. Bush Mark McKinnon, socios de negocios en público Strategies, Inc., participaron en una campaña que hizo eco en la lucha previa legislativa de McCurry sobre la neutralidad de la red. McCurry asumió el rol de representar la posición de los proyectos SOPA y PROTECT IP en el sitio Político, como una forma de luchar contra el robo en línea, recibiendo un comentario favorable de parte de la MPAA. El 15 de marzo de 2011 McCurry y su compañero en Arts + Labs McKinnon promovieron la conferencia "CREATE - A Forum on Creativity, Commerce, Copyright, Counterfeiting and Policy" (CREATE - Un Foro sobre Creatividad, Comercio, Derechos de autor, Falsificación y Política). La conferencia contaba con la participación de miembros del Congreso, artistas y ejecutivos de los negocios de información.
El 22 de septiembre de 2011, se envió al Congreso una carta, alentando a que la ley fuese aprobada en el 2011; fue firmada por más de 350 empresas y negocios, entre los que se incluyen: NBCUniversal, Pfizer, Ford Motor Company, Revlon, NBA, y Macmillan Publishers. Fightonlinetheft.com, un sitio web creado por la Coalició Contra la Falsificación y la Piratería (un proyecto del Global Intellectual Property Center de la Cámara de Comercio de los Estados Unidos), cita una larga lista de promotores, incluyendo a la Fraternal Order of Police, la National Governors Association, la U.S. Conference of Mayors, la National Association of Attorneys General, el Better Business Bureau, y la National Consumers League.
El 22 de noviembre de 2011 el Director Ejecutivo de la Business Software Alliance (BSA) expresó su preocupación en lo concerniente al proyecto de ley, diciendo que «se han planteado varias preguntas válidas e importantes con respecto al proyecto». Dijo que las definiciones y soluciones requerían ser ajustadas y acotadas, «pero que la BSA permanece dispuesta a trabajar con el Representante Smith y sus colegas del Comité Judicial, para solventar estos inconvenientes».
El 22 de diciembre de 2011, Go Daddy, el mayor registrador de nombres de dominio (DNS) del mundo, declaró que apoyaba al proyecto SOPA. Esto condujo a los usuarios de Reddit a organizar un boicot. En adición, Jimmy Wales anunció que podría llegar a retirar todos los dominios pertenecientes a Wikimedia de los servidores de Go Daddy. Ese mismo día, Go Daddy rescindió de su apoyo, con su Director Ejecutivo diciendo, «La lucha contra la piratería en Internet es de suma importancia, es por ello que Go Daddy ha estado trabajando para corregir las revisiones de esta legislación - pero claramente podemos hacerlo mejor… Go Daddy la va a apoyar siempre y cuando la comunidad de Internet la apoye».
En enero de 2012, la Entertainment Software Association anunció su apoyo a la legislación SOPA.

## Opositores

### Legisladores
La líder de la minoría en la Cámara, Nancy Pelosi ha expresado su oposición al proyecto de ley, como así también el Representante Darrell Issa [R-CA] y el candidato a presidente Ron Paul [R-TX], quienes reunieron a nueve demócratas para firmar una carta dirigida al resto de los miembros de la Cámara, advirtiendo que el proyecto de ley podría causar una explosión de «demandas de no innovar, y litigios». Issa dijo que «la legislación está más allá de toda posibilidad de corrección y debe ser reescrita desde los bosquejos». según reporta el periódico The Hill. Issa y Lofgren habrían anunciado planes para crear una legislación que ofreciera «un proceso de aplicación de los derechos de autor de acuerdo con el modelo planteado por las investigaciones sobre infracciones de patente de la U.S. International Trade Commission».

### Compañías y organizaciones
Entre los opositores a la ley se incluyen Google, Yahoo!, Facebook, Twitter, AOL, LinkedIn, eBay, Mozilla Corporation, Reddit, la Fundación Wikimedia,
y organizaciones ambientalistas y de derechos humanos tales como Greenpeace, Reporteros Sin Fronteras, La Electronic Frontier Foundation, la ACLU, y Human Rights Watch.
El 13 de diciembre de 2011 el escritor libertarista Miguel Julián Sánchez perteneciente al instituto de investigación en políticas Cato Institute; hizo su aparición como un fuerte opositor al proyecto de ley, diciendo que mientras «la versión modificada adorna o suaviza algunas de las disposiciones más flagrantes de la propuesta original… el problema fundamental con SOPA, nunca fueron estos detalles; es la idea central. La idea central sigue siendo el crear una Lista Negra de Internet…»
La Library Copyright Alliance (incluyendo a la American Library Association) han objetado la excesivamente amplia definición de "infracción dolosa" y la introducción de penas para las infracciones debidas a streaming con finalidad comercial, aduciendo que estos cambios podrían alentar la persecución criminal de las bibliotecas.

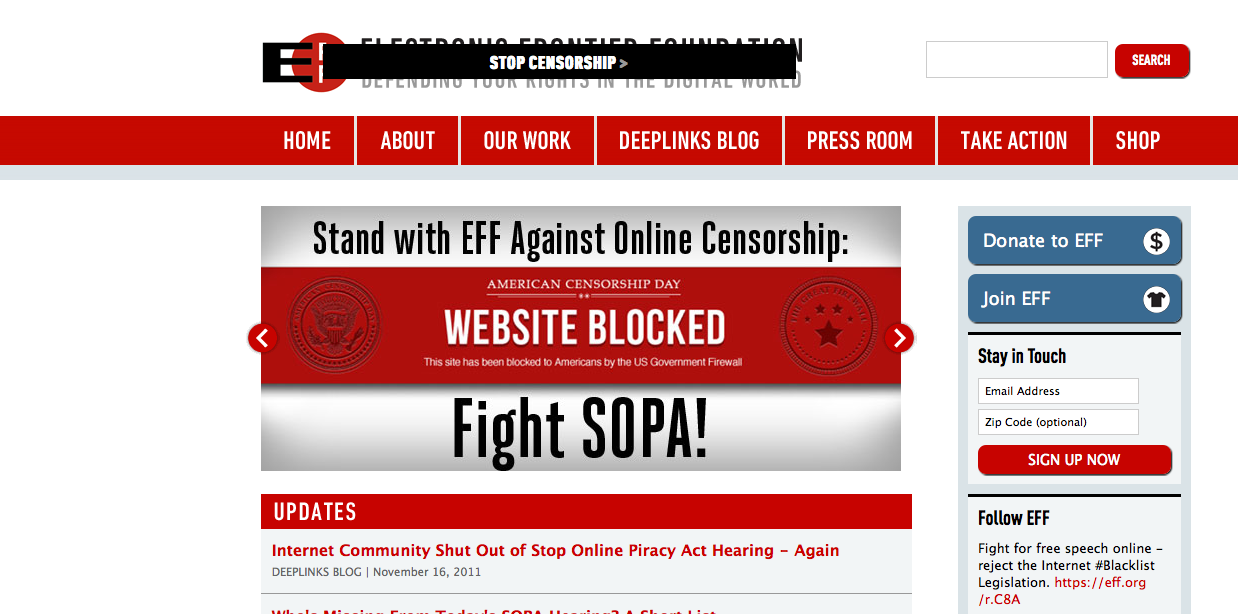
Página de inicio del sitio web de la EFF mostrando el banner del «Día Estadounidensede la Censura»

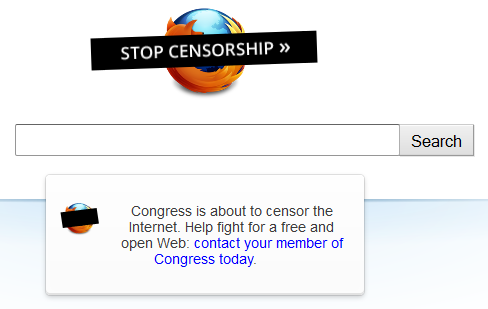
Protesta de Mozilla ante la ley SOPA, el 16 de noviembre de 2011.

El 16 de noviembre de 2011, Tumblr, Mozilla, Techdirt, el Centro para la Democracia y la Tecnología entre muchas otras compañías de Internet organizaron una propuesta contra la ley SOPA por medio de su participación en lo que dieron a llamar el American Censorship Day (‘Día Estadounidense de la Censura’). En los sitios web de todas estas organizaciones y empresas podía verse un banner tachando los logos de los sitios con las palabras STOP CENSORSHIP (‘ALTO LA CENSURA’). El 22 de noviembre del mismo año, Mike Masnick de Techdirt publicó una crítica detallada a las ideas subyacentes en el proyecto de ley, diciendo que «uno podría argumentar que toda la internet permite o facilita la infracción», y diciendo que la lista de sitios compilada por la industria del entretenimiento incluye al sitio personal de uno de sus artista (50 Cent), y una amplia variedad de compañías de Internet, legítimas y altamente exitosas. El artículo cuestiona el efecto de la ley sobre la contribución de 2000 millones de dólares que hace la industria de Internet al PBI y los 3,1 millones de puestos de trabajo de los Estados Unidos, con toda una corte de problemas subsecuentes en cuanto a inversión, responsabilidad e innovación. Paul Graham, el fundador de la compañía de capitales de riesgo Y Combinator, y ha cancelado la participación de todas las compañías que apoyan a SOPA de sus eventos de «Día de Demostración». Paul pregunta. «Si estas compañías se encuentran tan despistadas en relación a la tecnología que piensan que SOPA es una buena idea, ¿Cómo podrían ser buenas inversoras?».
El Centro para la Democracia y la Tecnología mantiene una lista con todos los opositores a los proyectos SOPA y PIPA entre los que se cuentan los consejos editoriales del New York Times y Los Angeles Times, 34 organizaciones y varios cientos de individuos prominentes.
A fines de diciembre de 2011, Markham Erickson, del grupo NetCoalition emitió un discurso sobre la posibilidad de coordinar un apagón de protesta entre las diferentes compañías de Internet que la forman. Erickson fue, recientemente, socio cofundador de la firma de abogados Holch & Erickson, mientras que NetCoalition, fue una "asociación laxa de compañías de Internet" que operó durante poco más de una década bajo su liderazgo a tiempo parcial. NetCoalition ha aumentado su presupuesto de cabildeo de $40 000 en 2010 a $140 000 en el 2011, y estaba empezando a buscar un "Director Ejecutivo de alto perfil y tiempo completo". El grupo también ha contratado a dos firmas de cabildeo, estrategias TwinLogic y Cisne Negro, para que representen sus intereses en el Capitolio y según se reporta se encuentran moviendo hacia algo que «es más que una sociedad comercial». Erickson y su socio cofundador de la firma legal, Niels C. Holch representan a sus clientes ante el Congreso de los Estados Unidos, y frente a varias agencias administrativas. La coalición posee página web y cuenta de Twitter.
La organización sin fines de lucro Derecho A Leer organizó una curiosa medida de protesta en la que aparece el personaje de historietas Mafalda; la organización a través de sitio derechoaleer.org creó un collage de viñetas del popular cómic de Quino, haciendo alusión a su eterna "guerra contra la sopa" y donde se explican tanto la ley como sus consecuencias.

### Otras medidas de oposición; incluyendo apagón
En diciembre de 2011 el cofundador de Wikipedia, Jimmy Wales inició una discusión con los editores en relación con un posible apagón del conocimiento, una protesta inspirada por la exitosa campaña de la Wikipedia en italiano destinada a bloquear el proyecto de ley italiana llamada DDL intercettazioni, ya que algunos términos contenidos en la misma podrían haber infringido la independencia editorial de la enciclopedia. Editores y otros discutieron la interrupción del servicio por uno o más días, como ocurrió con la protesta italiana, o, alternativamente, presentándole a los visitantes del sitio una página blanqueada, dirigiéndolos a una página con más información sobre la ley, antes de permitirles una búsqueda completa.
El científico en computadoras Vint Cerf, uno de los fundadores de Internet, y Vicepresidente de Google, escribió una carta pública al miembro del Comité de la Cámara Judicial Lamar Smith diciendo que «Requerirle a los motores de búsqueda que borren de sus resultados el nombre de un dominio, comenzará una carrera armamentista mundial sin precedentes en pos de la censura en Internet». La carta fue publicada por CNet.
El 18 de noviembre de 2011, el Parlamento Europeo adoptó por una amplia mayoría una resolución que «Subraya la necesidad de proteger la integridad de la Internet global y la libertad de comunicación, absteniéndose de adoptar medidas unilaterales para revocar las direcciones IP o los nombres de dominio».
El 15 de diciembre de 2011, se programó una segunda audiencia para enmendar y votar a la legislación SOPA. Muchos opositores se mantienen firmes en su oposición a la ley después de que Lamar Smith propusiera una enmienda de 71 páginas al proyecto de ley para abordar las preocupaciones planteadas anteriormente. NetCoalition, la cual trabaja con Google, Twitter, eBay, y Facebook, apreció el esfuerzo del representante Lamar Smith por tratar de solventar los problemas de la ley, pero dijo que sin embargo no puede apoyar la enmienda. Darrel Issa, el Republicano que propuso una alternativa a la ley SOPA, dijo que «la enmienda de Smith conserva las mismas fallas fundamentales de su predecesora, bloqueándole a los ciudadanos estadounidenses la posibilidad de acceder a los sitios web, imponiendo una costosa regulación de las compañías de la web, y otorgándole al Fiscal General de los Estados Unidos (Eric Holder), amplios nuevos poderes para patrullar Internet». Markham Ericson, Director Ejecutivo de NetCoalition, dijo ante FoxNews que durante la última semana «un buen número de compañías habían estado discutiendo sobre el tema de crear un apagón de sus servicios». y la discusión en lo referente al apagón pronto se extendió a otros medios de comunicación.
En diciembre de 2011, el escritor de cómics y películas Steve Niles habló contra la ley SOPA comentando, «La ley SOPA hace mucho más que perseguir a los llamados “sitios piratas”… la ley SOPA evita todo el debido proceso legal, apagando cualquier sitio que parezca encontrarse en contradicción con la ley, sin una notificación, sin un juicio… A nadie parece importarle una mierda (sic), o siquiera causarle un poco de aprehensión. Desde cualquier punto de vista, resulta algo muy decepcionante. Supongo que cuando les afecta a ellos se van a enojar… Sé que la gente tiene miedo de hablar porque muchos de nosotros trabajamos para estas empresas, pero tenemos que luchar. Hay demasiado en juego».
Otras organizaciones han mostrado su preocupación ante la ley, entre ellas European Digital Rights, Free Software Foundation, Quadrature du Net, Open Rights Group y Reporteros sin Fronteras.
En un primer momento se hablaba de que Google, Facebook, Wikipedia en inglés, Yahoo, eBay, Twitter, LinkedIn, la Fundación Mozilla y Zynga realizarían un «apagón» para manifestar su oposición a la ley SOPA, sin embargo, el día 18 de enero de 2012 solo se sumaron a la protesta Wikipedia, la Fundación Mozilla y Google, y solo Wikipedia en inglés realizó un verdadero apagón.

#### 18 de enero de 2012, Apagón de Wikipedia en Inglés

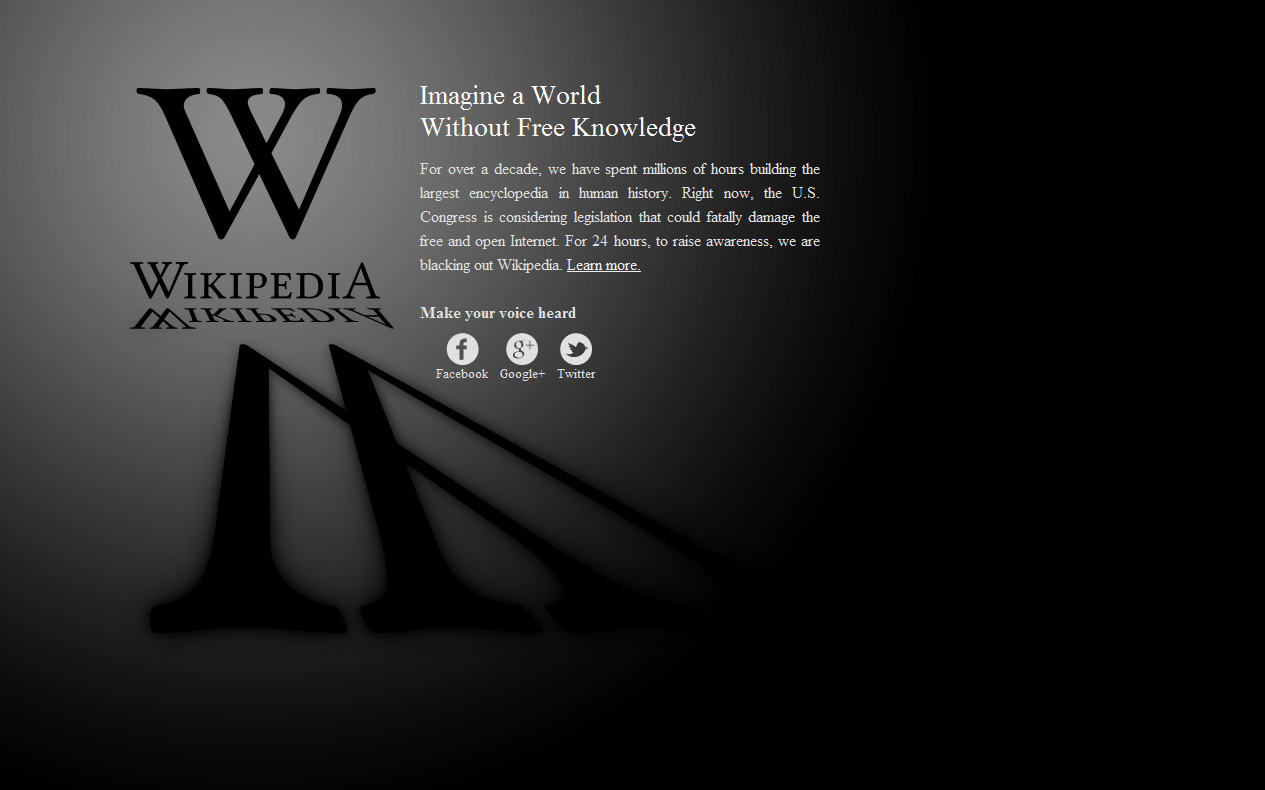
Aspecto de la portada de Wikipedia en inglés durante el apagón. En letras grandes se lee: "Imagina un mundo sin conocimiento libre."

El día 16 de enero de 2012, Wikipedia en inglés confirmó su participación en el apagón avisando a los usuarios por medio de un banner que conducía a una carta abierta de la directora ejecutiva de la fundación Wikimedia, Sue Gardner. El apagón de la Wikipedia en inglés fue programado para comenzar el día 18 de enero de 2012 a partir de las 05:00 UTC extendiéndose por espacio de 24 horas.
El día 18 de enero de 2012 a las 05:00 UTC, Wikipedia en inglés se sumó al apagón anunciado. El apagón se extendió según lo programado por espacio de 24 horas.
Mientras duró el apagón quienes intentaron acceder al sitio, se encontraron con una pantalla negra en la que se podía leer «Imagina un mundo sin conocimiento libre».
Según comentó el cofundador de Wikipedia Jimmy Wales a la BBC la medida de Wikipedia en protesta al proyecto fue debida a que «la propuesta de ley estaba tan mal redactada que podría tener toda clase de consecuencias en temas que no tienen nada que ver con la piratería». Google no se sumó al apagón, pero en cambio mostró a sus usuarios de Estados Unidos un doodle tapado por un rectángulo negro y debajo del campo de búsqueda, un enlace que decía «Tell Congress: Please don't censor the web!» (‘Dile al Congreso: Por favor, no censures la web!’); la segunda parte era un enlace a una página de explicación. Twitter y Facebook no adoptaron ninguna medida institucional, aunque no apoyan el proyecto de ley.
La portada también brindaba la opción a los visitantes a dar su opinión por medio de tres redes sociales.

## Historia legislativa

### Audiencia del Comité Judicial del día 16 de noviembre de 2011
El Comité Judicial de la Cámara, prestó audiencia sobre la ley SOPA el 16 de noviembre de 2011. Hubo preocupación entre algunos observadores con respecto a que los oradores que declararon ante el Comité carecían de idoneidad técnica. El sitio de noticias sobre tecnología CNET reportó: «Uno a uno, todos los testigos, incluyendo un cabildero de la MPAA, dijeron que no se encontraban calificados para discutir sobre el… DNSSEC». Adam Thierer, un miembro investigador experto del Mercatus Center, dijo de manera similar, «La tecnoignorancia del Congreso se demostró en todo su esplendor. Miembro tras miembro admitieron que en realidad no tenían idea del impacto que podrían tener las previsiones regulatorias de SOPA sobre seguridad en Internet, DNS y muchas otras cosas».
La Representante Lofgren dijo, «No tenemos ningún experto técnico en este panel el día de hoy». Criticó además el tono de la audiencia diciendo, «No ha sido en general la política de este comité descartar las opiniones de los que vamos a regular. Poner en duda los motivos en lugar del objeto de la crítica es un error».
El miembro del Subcomité de Ciberseguridad de la Cámara, Dan Lungren le contó al programa Morning Tech del multimedio informativo The Politico que había serias preocupaciones con respecto al impacto que tendría SOPA sobre el DNSSEC, añadiendo que «no tenemos suficiente información y si realmente presenta serios problemas, como ha sido sugerido por algunos de los expertos que han estado en contacto conmigo, tendremos que abordarlos. No puedo permitir que eso simplemente pase sin discutirlo».
Gary Shapiro, Director Ejecutivo de la Consumer Electronics Association, que quería testificar, pero no fue invitado, dijo, «El daño potencial que implica esta ley se encuentra reflejado por la extraordinaria coalición que se ha levantado contra ella. Las preocupaciones sobre SOPA han sido discutidas por los Tea Partiers, progresistas, científicos en computadoras, defensores de los Derechos Humanos, capitalistas de riesgo, profesores de leyes, músicos independientes, y muchos más. Desafortunadamente sus voces no fueron escuchadas en la audiencia de hoy».
En una editorial de Fortune podía leerse: «Este es solamente otro ejemplo del Congreso siguiendo la voluntad de los poderosos grupos de presión, en este caso, Hollywood y la industria de la música, entre otros. Sería descalificado como mundano, si la legislación no fuese tan nefasta, y la retórica que la rodea no fuese tan transparentemente proxenetista».

### 15 de diciembre de 2011, reglamentación del proyecto
Desde su introducción, un gran número de opositores al proyecto han expresado sus preocupaciones. El proyecto de ley fue presentado para reglamentación frente al Comité Judicial de la Cámara el 15 de diciembre de 2011.
Un asesor del Representante Lamar Smith dijo que el representante se encuentra abierto a introducir cambios, «pero solamente a cambios legítimos. Algunos sitios son totalmente capaces de filtrar contenido ilegal, pero no quieren, en vez de eso lucran con el tráfico ilegal de contenidos».

#### Resultado de la reglamentación
Luego del primer día de audiencias, más de 20 enmiendas han sido rechazadas, incluyendo una propuesta por Darrell Issa que despojaba a la ley de aquellas previsiones para los motores de búsqueda y los proveedores de Internet. La revista PC World informó de que el resultado de 22 a 12 en contra de la enmienda podría presagiar un fuerte apoyo para el proyecto de ley de parte del Comité.
El Comité Judicial de la Cámara levantó la sesión en el segundo día y continuará el debate a principios de 2012, después de regresar de su receso de invierno.

### 14 de enero de 2012 se detiene aprobación del proyecto hasta conseguir consenso
El Congreso de los Estados Unidos ha congelado el proyecto de ley hasta conseguir mayor consenso, esto se produce aún después de que Lamar Smith, el promotor de la Ley, propusiera un cambio que impida bloquear las páginas que violen la propiedad intelectual. La Cámara de Representantes dejó entrever que no discutirá esta iniciativa de ley hasta que no se cuente con un consenso que permita definir sus repercusiones en Internet.
En un comunicado, la Casa Blanca sostuvo que el gobierno de Barack Obama «no apoyará una legislación que reduzca la libertad de expresión».
En el senado, muchos congresistas han propuesto analizar a fondo la ley y sus repercusiones a nivel mundial, luego de que los gigantes de Internet firmaron una carta de oposición rotunda al proyecto.